# 中國軸承（新加坡）
中國軸承（新加坡）有限公司，簡稱中國軸承（新加坡）（英語：China Bearing (Singapore) Limited，SGX：AD7），在1950年由張元開創立，名為「臨沂開元軸承有限公司」。總裁為張安喜。
現時業務生產及銷售各類軸承，總部位於山东省沂南县经济开发区，股份在2006年10月20日於新加坡交易所主板上市，招股價為0.32新加坡元，發行股份62,000,000股，集資額為19,840,000新加坡元。

## 連結
- ym-bearing.cn